# Alfara del Patriarca
Alfara del Patriarca, Alfara de l'Horta, Alfara dels Rajolers o Alfara de Cruïlles és un municipi del País Valencià situat a la comarca de l'Horta Nord.

## Geografia
L'escàs terme municipal, de 2 km², està situat a l'Horta de València. Per això els accidents geogràfics són mínims; tot és pràcticament pla i el nucli urbà està a una altitud de 35 m. L'única excepció és el barranc del Carraixet, que voreja el terme municipal pel límit nord-est, a escassa distància del nucli urbà. A pesar que normalment es troba sec, la gran grandària de la seua conca provoca que siguen freqüents els desbordaments quan es produïxen episodis de fortes pluges a la tardor. El poble es salvaguarda del barranc mitjançant l'obra històrica del «Paretó». També és destacable que el terme municipal està solcat per la Séquia Reial de Montcada.

### Límits
Limita amb Foios, Montcada (amb la qual forma una conurbació), Vinalesa i València.

### Accés
S'accedix a Alfara del Patriarca des de València per la carretera CV-315, també anomenada camí de Montcada; la mateixa carretera conduïx fins a l'eixida 488 de l'autovia A-7, a uns pocs quilòmetres.
A la veïna Montcada trobem l'estació de Montcada-Alfara de la línia 1 del metro de València, que comunica el municipi amb València i amb Bétera fins a Castelló.

## Història
Històricament va pertànyer, en primer lloc, al cavaller Ximèn Peres, de Tarassona, per donació del rei Jaume I d'Aragó (1249), després a la família dels Cruïlles, a Bonifaci Ferrer i a Sant Joan de Ribera. El topònim de la població en reflectix l'origen àrab, encara que el significat és desconegut. El seu nom medieval era Alfara, nom que va subir diverses mutacions, com ara: Alfara dels Fumerals (per la seua gran quantitat de fàbriques de rajoles o bòbiles, Alfara de la Llibertat (durant la segona República), Alfara de l'Horta (per la comarca a què pertany). La seua economia, actualment, està basada en l'agricultura i els serveis. Al seu terme s'ha establit la universitat privada Cardenal Herrera-CEU. Compta, entre els monuments més destacats, amb un palau gòtic (palau dels Cruïlles o de la Senyoria, conegut popularment com el castell), un convent del segle xiv, el convent de sant Dídac, de l'orde franciscà i actualment abandonat; el campus de la universitat, el teatre municipal conegut com el Teatret, o un mur d'origen incert: el Paretó dels Moros, que amb la seua fàbrica actual es remunta a finals del segle xviii, si bé està documentada l'existència d'altres murs anteriors sobre el mateix emplaçament. El terme limita amb la vila de Montcada, amb Vinalesa i amb València.

## Demografia
Tenia una població de 3.301 habitants el 2021. El nucli urbà d'Alfara forma una conurbació amb el de Montcada i el de la pedània valenciana de Massarrojos, que formen en conjunt una ciutat de fet de quasi 25.000 habitants.
| any  | habitants |
| ---- | --------- |
| 1900 | 1.342     |
| 1910 | 1.575     |
| 1920 | 1.810     |
| 1930 | 2.230     |
| 1940 | 2.272     |
| 1950 | 2.349     |
| 1960 | 2.508     |
| 1970 | 2.777     |
| 1981 | 2.851     |
| 1991 | 2.818     |
| 2000 | 2.683     |
| 2005 | 2.801     |
| 2007 | 2.858     |
| 2022 | 3.315     |

## Economia
L'economia de la localitat ha depés tradicionalment de l'agricultura. El 100% dels seus cultius són de regadiu; destaquen els tarongers i les llimeres, les creïlles, la dacsa i diverses hortalisses.
No obstant això, en l'últim segle s'ha desenvolupat una xicoteta indústria especialitzada en la fabricació de mistos La Fosforera (actualment desapareguda), materials de construcció o insecticides.

## Política i govern

### Composició de la Corporació Municipal
El Ple de l'ajuntament està format per 11 regidors. En les eleccions municipals de 26 de maig de 2019 foren elegits 6 regidors del Partit Socialista del País Valencià (PSPV-PSOE), 2 del Partit Popular (PP), 2 de Compromís per Alfara (Compromís) i 1 de Ciutadans - Partit de la Ciutadania (Cs).
| Eleccions municipals de 26 de maig de 2019 - Alfara del Patriarca                                                               |                                          |                                     |                                     |        |          |          |
| Candidatura | Candidatura                              | Candidatura                         | Cap de llista                       | Vots   | Vots     | Regidors |
| | Partit Socialista del País Valencià-PSOE |                                     | Llorenç Rodado Mora                 | 790    | 47,00%   | 6 (+2)   |
| | Partit Popular                           |                                     | Víctor José Palanca Palau           | 331    | 19,69%   | 2 (-1)   |
| | Compromís per Alfara                     |                                     | Sergi Pastor Camisan                | 322    | 19,16%   | 2 (-1)   |
| | Ciutadans - Partit de la Ciutadania      |                                     | Sheila Alcaide Freijanes            | 164    | 9,76%    | 1 (+1)   |
| | Altres candidatures                      |                                     |                                     | 53     | 3,15%    | 0 ( -1)  |
| | Vots en blanc                            |                                     |                                     | 21     | 1,25%    |          |
| Total vots vàlids i regidors | Total vots vàlids i regidors             | Total vots vàlids i regidors        | Total vots vàlids i regidors        | 1.681  | 100 %    | 11       |
| | Vots nuls                                | Vots nuls                           | Vots nuls                           | 18     | 1,06%    |          |
| Participació (vots vàlids més nuls)                                                                                             | Participació (vots vàlids més nuls)      | Participació (vots vàlids més nuls) | Participació (vots vàlids més nuls) | 1.699  | 68,54%** |          |
| Abstenció | Abstenció                                | Abstenció                           | Abstenció                           | 780*   | 31,46%** |          |
| Total cens electoral | Total cens electoral                     | Total cens electoral                | Total cens electoral                | 2.479* | 100 %**  |          |
| Alcalde: Llorenç Rodado Mora (PSPV) (15/06/2019) Per majoria absoluta dels vots dels regidors (6 de PSPV)                       |                                          |                                     |                                     |        |          |          |
| Fonts: JEC, JEZ València, M. Interior, Periòdic Ara. (* No són vots sinó electors. ** Percentatge respecte del cens electoral.) |                                          |                                     |                                     |        |          |          |

### Alcaldes
Des de 2015 l'alcalde d'Alfara del Patriarca és Llorenç Rodado Mora del PSPV-PSOE.
| Període                       | Alcalde o alcaldessa                             | Partit polític | Data de possessió     | Observacions |
| ----------------------------- | ------------------------------------------------ | -------------- | --------------------- | ------------ |
| 1979–1983                     | Silvino Palau Roig                               | PSPV-PSOE      | 19/04/1979            | --           |
| 1983–1987                     | Adrián Carsí Serra                               | AP-PDP-UL-UV   | 28/05/1983            | --           |
| 1987–1991                     | Fernando Brosell Esteban                         | AP             | 30/06/1987            | --           |
| 1991–1995                     | Fernando Brosell Esteban                         | PP             | 15/06/1991            | --           |
| 1995–1999                     | Enrique Miguel Cuñat Sesé                        | PSPV-PSOE      | 17/06/1995            | --           |
| 1999–2003                     | Enrique Miguel Cuñat Sesé                        | PSPV-PSOE      | 03/07/1999            | --           |
| 2003–2007                     | Enrique Miguel Cuñat Sesé                        | PSPV-PSOE      | 14/06/2003            | --           |
| 2007–2011                     | Enrique Miguel Cuñat Sesé                        | PSPV-PSOE      | 16/06/2007            | --           |
| 2011–2015                     | Adrián Carsí Serra                               | PP             | 11/06/2011            | --           |
| 2015–2019                     | Llorenç Rodado Mora                              | PSPV-PSOE      | 13/06/2015            | --           |
| 2019-2023                     | Llorenç Rodado Mora María Luisa Almodóvar Torres | PSPV-PSOE      | 11/06/2019 23/02/2021 | Defunció --  |
| Des de 2023                   | n/d                                              | n/d            | 17/06/2023            | --           |
| Fonts: Generalitat Valenciana |                                                  |                |                       |              |

## Monuments

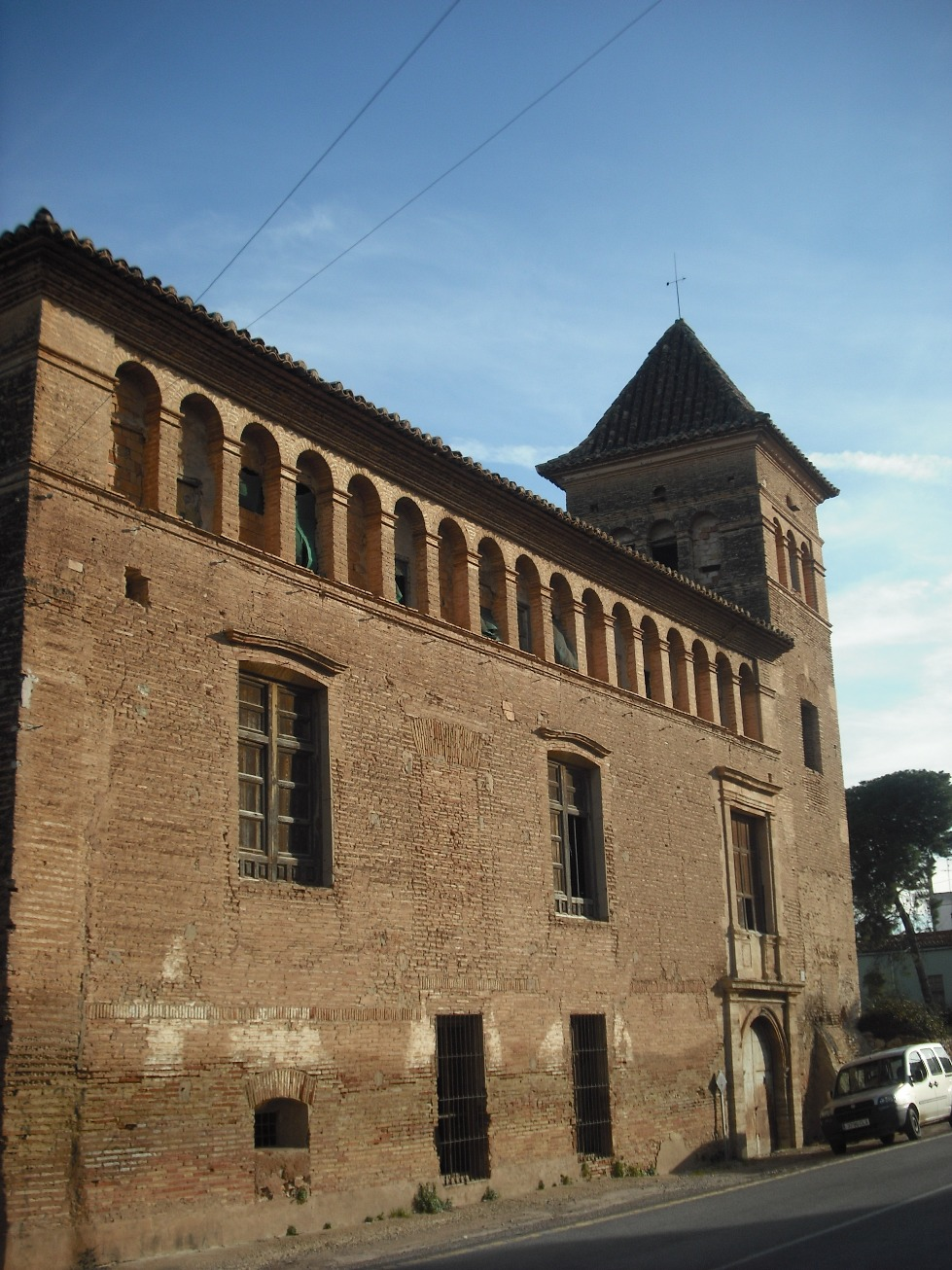
Casa de la Sirena

- Església de Sant Bartomeu. Edifici barroc edificat el 1732 al solar que ocupava l'antic temple gòtic edificat per la família Jáfer.[9]
- Casa de la Sirena. Declarada bé d'interés cultural, és una de les escasses alqueries fortificades que encara queden a la comarca de l'Horta. A pesar d'estar integrada en el nucli urbà de Benifaraig forma part del terme d'Alfara. Rep esta denominació perquè en l'escut (conservat actualment a l'ajuntament) apareix una dona rodejada per una serp. Encara que la façana es troba en un relatiu bon estat l'abandó de la finca fa que es deteriore ràpidament.
- Palau de Cruïlles. Esta construcció senyorial de fortes torres en els seus cantons de què només queda una, i tres plantes, està situada en el centre del nucli urbà. Es troba en molt bon estat de conservació encara que ha patit grans reformes. Actualment és propietat de l'ajuntament que el destina a fins culturals i ha sigut declarat Bé d'Interés Cultural.
- Restes de l'antic convent de Sant Dídac. Església de l'antic convent de franciscans observants fundat el segle xvi. Amb la desamortització va ser adquirit per la família Moroder qui hi va instal·lar una fàbrica de llumins "El Globo". Es conserva un rellotge de sol en una de les façanes del campanar.[10]
- Paretó d'Alfara, o Paretó en el Carraixet. Dic de contenció bastit al segle xviii que es conserva en la part del Carraixet que confronta amb el poble.[11]
- Antic Teatre. És l'antic casino i és un Bé de Rellevància Local.[12]
- Ajuntament.[13]

## Festes
Se celebren durant la segona desena d'agost en honor de Sant Bartomeu.

## Fills il·lustres[calcitació]
A Alfara va nàixer el compositor valencià Manuel Palau i Boix, que fou conegut a tot Europa. Altres personatges il·lustres són els metges: Vicent Navarro i Gil (va participar en el descobriment de la vacuna contra el còlera, l'any 1885), Mariano Carsí Pascual (va ajudar moltes dones amb infertilitat al Congo), i Josep Ricard Cabo i Soler (catedràtic de bioquímica de la Universitat de València i endocrinòleg); l'escultor i catedràtic de la facultat de belles arts Sant Carles, Josep Doménech i Ciriaco; els pintors Enric Català, Enric Balanzá i Angel Alandes; el dramaturg nascut a Montcada, Manuel Molins; l'actor i empresari Vicent Gisbert i Lluesma; els escriptors Pau Marquès i Bisquert, Maria Carme Arnau i Orts i Alfons Navarret; una soprano internacional, Enedina Lloris, integrada al cos docent de l'ESMUC. Entre els esportistes destacats del municipi estan: un boxejador nascut a València i resident al municipi des de xicotet, Josep Martínez Valero, que fou un ídol popular abans de la guerra i campió Regional (1929), Nacional (de 1930 a 1937 ininterrompudament) i d'Europa (1934); dos jugadors de la Primera divisió espanyola de futbol, José María Cabo Puig, i Vicente Iborra de la Fuente, nascut a Montcada i jugador a l'escola de futbol del municipi; una jugadora del primer equip del València Basket Club, a la Lliga espanyola de bàsquet femenina, Anna Gómez Igual.

## Enllaços externs

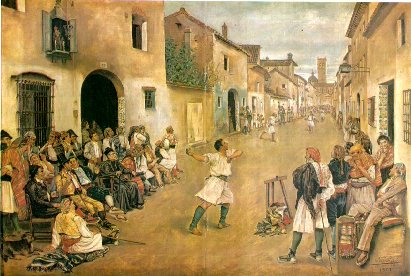
Joc de pilota (1881) de Josep Bru i Albinyana, mostrant el carrer Major d'Alfara del Patriarca